# Elena Guerra
Elena Guerra, O.S.S. (23. června 1835, Lucca – 11. dubna 1914, tamtéž) byla italská římskokatolická řeholnice, zakladatelka a členka kongregace Oblátek Ducha svatého. Katolická církev ji uctívá jako světici.

## Život
Narodila se dne 3. června 1835 v Lucce jako jedno ze šesti dětí Antonia Guerry a Faustiny Franceschi. Dne 5. června 1843 přijala svátost biřmování.
Roku 1853 pomáhala pečovat o nemocné cholerou během její epidemie v jejím rodném městě. Věnovala se také charitativní činnosti. Během nemoci v letech 1857–1864 studovala francouzštinu a latinu, stejně jako hudbu a umění. V roce 1866 založila laický spolek, určený pro výchovu dívek pod patrociniem Panny Marie, sv. Josefa a patronky Luccy sv. Zity. Z institutu později vznikla ženská řeholní kongregace Oblátek Ducha svatého, do které také sama vstoupila. Jednou z jejích žákyň byla sv. Gemma Galgani. Roku 1870 odcestovala do Říma, kde v dubnu téhož roku spolu se svým otcem absolvovala velikonoční pouť a navštívila hrob sv. Petra.
Začala se věnovat rozšiřování úcty a oddanosti k Duchu svatému. S tím se také obrátila k papeži Lvu XIII., který inspirován jejími dopisy vydal roku 1897 encykliku Divinum illud munus, ve které ustanovil novénu k Duchu svatému, která se má modlit mezi svátek Nanebevstoupení Páně a Letnice a další dva dokumenty.
Dne 18. října 1897 jí papež Lev XIII. udělil soukromou audienci, na které ji povzbudil v jejím díle. V té době si dopisovala se sv. Arnoldem Janssenem, který také propagoval úctu k Duchu svatému. Dne 6. března 1911 obdržela jí založená kongregace papežské schválení.

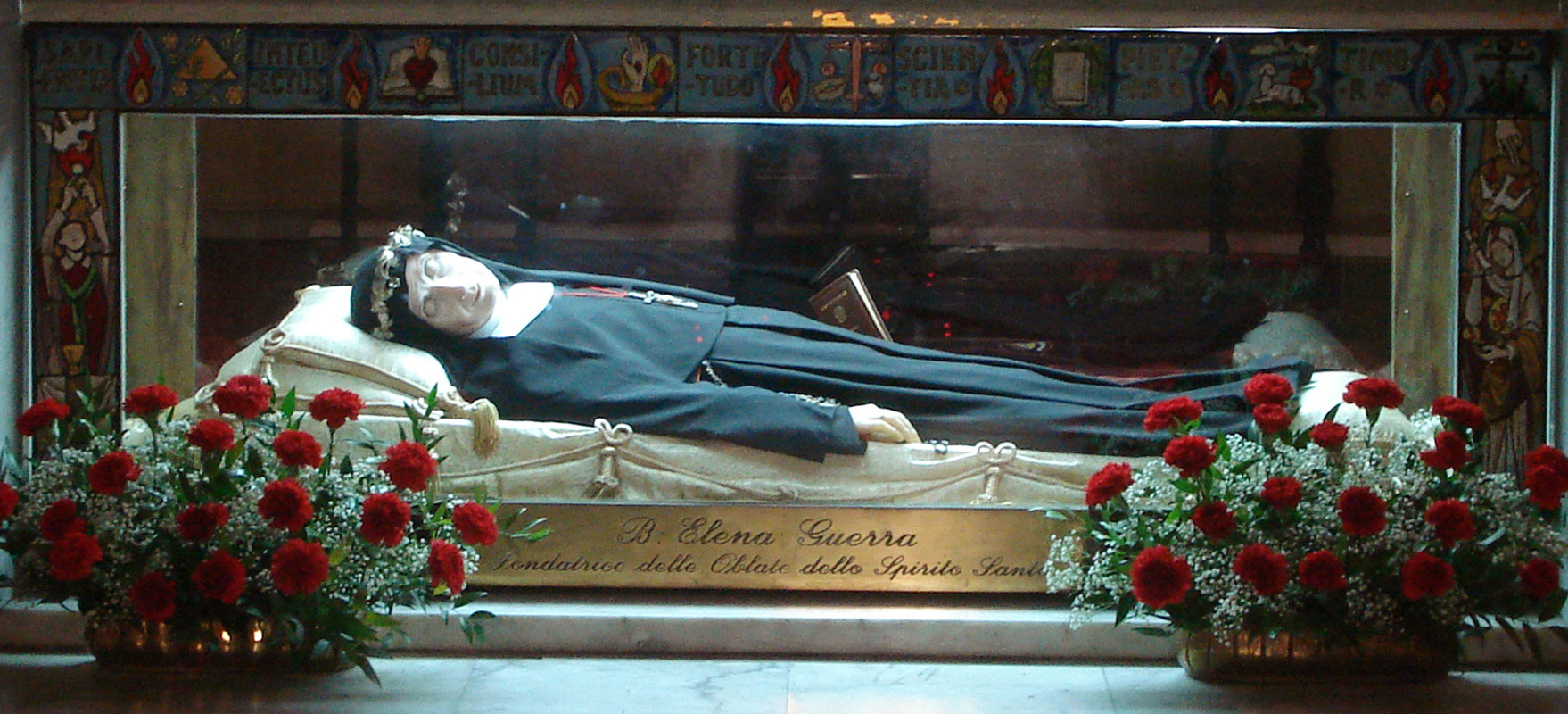
Její ostatky v kostele Sant'Agostino v Lucce

Zemřela na Bílou sobotu dne 11. dubna 1914 v Lucce. Její ostatky jsou uloženy v kostele Sant'Agostino v Lucce.

## Úcta
Její beatifikační proces započal dne 5. května 1936, čímž obdržela titul služebnice Boží. Dne 26. června 1953 ji papež Pius XII. podepsáním dekretu o jejích hrdinských ctnostech prohlásil za ctihodnou. Dne 11. března 1959 byly uznány zázraky na její přímluvu, potřebné pro její blahořečení.
Blahořečena pak byla dne 26. dubna 1959 v bazilice sv. Petra papežem sv. Janem XXIII. Dne 13. dubna 2024 byl uznán zázrak na její přímluvu, potřebný pro její svatořečení. Svatořečena pak byla dne 20. října 2024 na Svatopetrském náměstí papežem Františkem.
Její památka je připomínána 11. dubna. Bývá zobrazována v řeholním oděvu.